# Claude L'Écuyer
Claude L'Écuyer est un avocat et un homme politique québécois né le 26 janvier 1947 à Saint-Hyacinthe. Il est devenu le député de la circonscription de Saint-Hyacinthe à l'Assemblée nationale du Québec à l'élection générale québécoise de 2007 sous la bannière de l'Action démocratique du Québec.

## Biographie
Claude L'Écuyer a fait des études classiques au Séminaire de Saint-Hyacinthe en 1968. En 1971, il obtient une licence en droit de l'Université de Montréal. Il est par la suite admis au Barreau du Québec en 1973.
Il se spécialise en droit civil, criminel et du travail. Il est notamment avocat devant les tribunaux d'arbitrage de la fonction publique du Québec et la Cour supérieure en matière de procédures spéciales pour la Fédération des professionnels salariés et cadres du Québec de 1974 à 1976.
Il est ensuite avocat négociateur au Syndicat des avocats de l'aide juridique du Québec dans son propre cabinet, puis avocat en droit du travail jusqu'en 2007. De 2005 à 2006, il est formateur auprès d'entreprises et d'associations de cadres sur l'équité salariale, la Loi sur les normes du travail et le harcèlement psychologique.
En 2007, il est élu député de l'Action démocratique du Québec dans Saint-Hyacinthe. Il est président de la Commission de l'aménagement du territoire du 25 mai 2007 au 5 novembre 2008, avant d'être défait en 2008 par le péquiste Émilien Pelletier.

## Résultats électoraux
|                                                                                               | Nom                       | Parti               | Nombre de voix | %      | Maj. |
| --------------------------------------------------------------------------------------------- | ------------------------- | ------------------- | -------------- | ------ | ---- |
|                                                                                               | Émilien Pelletier         | Parti québécois     | 11 822         | 38,1 % | 213  |
|                                                                                               | Claude Corbeil            | Libéral             | 11 609         | 37,4 % | -    |
|                                                                                               | Claude L'Écuyer (sortant) | Action démocratique | 5 693          | 18,3 % | -    |
|                                                                                               | Louis-Pierre Beaudry      | Vert                | 975            | 3,1 %  | -    |
|                                                                                               | Richard Gingras           | Québec solidaire    | 956            | 3,1 %  | -    |
| Total                                                                                         | Total                     | Total               | 31 055         | 100 %  |      |
| Le taux de participation lors de l'élection était de 63,4 % et 642 bulletins ont été rejetés. |                           |                     |                |        |      |

|                                                                                               | Nom                    | Parti               | Nombre de voix | %      | Maj.  |
| --------------------------------------------------------------------------------------------- | ---------------------- | ------------------- | -------------- | ------ | ----- |
|                                                                                               | Claude L'Écuyer        | Action démocratique | 13 233         | 35,7 % | 1 318 |
|                                                                                               | Léandre Dion (sortant) | Parti québécois     | 11 915         | 32,2 % | -     |
|                                                                                               | Claude Corbeil         | Libéral             | 9 584          | 25,9 % | -     |
|                                                                                               | Catherine Desrochers   | Vert                | 1 267          | 3,4 %  | -     |
|                                                                                               | Richard Gingras        | Québec solidaire    | 1 034          | 2,8 %  | -     |
| Total                                                                                         | Total                  | Total               | 37 033         | 100 %  |       |
| Le taux de participation lors de l'élection était de 76,4 % et 471 bulletins ont été rejetés. |                        |                     |                |        |       |